# Otràdnoie (Khabàrovsk)
|  | Per a altres significats, vegeu «Otràdnoie». |

Otràdnoie (en rus: Отрадное) és un poble del krai de Khabàrovsk, a Rússia, que el 2018 tenia 794 habitants. Pertany al districte rural de Viàzemski.